# 阿庫尼亞岩
63°18′S 57°56′W / 63.300°S 57.933°W
阿庫尼亞岩（Acuña Rocks），是南極洲的岩石，位於特里尼蒂半島附近，屬於迪羅克群島的一部分，處於拉戈島以西0.6公里，由智利探險隊命名，現時由南極條約體系管理。